# Sphaenognathus bordoni
Sphaenognathus bordoni es una especie de coleóptero de la familia Lucanidae.

## Distribución geográfica
Habita en Colombia.